# Pangrapta epionoides
Pangrapta epionoides är en fjärilsart som beskrevs av Achille Guenée 1852. Pangrapta epionoides ingår i släktet Pangrapta och familjen nattflyn. Inga underarter finns listade i Catalogue of Life.